# Cormoret
Cormoret é uma comuna da Suíça, localizada no Cantão de Berna, com 509 habitantes, de acordo com o censo de 2010 . Estende-se por uma área de 13,49 km², de densidade populacional de 38 hab/km². Confina com as seguintes comunas: Villeret, Nods, Courtelary e Les Breuleux. 
A língua oficial nesta comuna é o francês, uma vez que Cormoret está localizada na parte do cantão denominada Jura bernense (Jura Bernois), que é a sua porção francófona.